# ГЕС Смітленд
ГЕС Смітленд — гідроелектростанція на межі штатів Кентуккі та Іллінойс (Сполучені Штати Америки). Знаходячись після ГЕС Каннелтон, становить нижній ступінь каскаду на річці Огайо, великій лівій притоці Міссісіпі (басейн Мексиканської затоки). При цьому існують плани обладнання гідрогенеруючими потужностями гребель Ньюбург та John T. Myers, розташованих між Каннелтон та Смітленд, а нижче за течією споруджується гребля Олмстед, яка також потенційно може бути доповнена ГЕС.
У 1974—1980 роках річку перекрили бетонною греблею завдовжки 900 метрів, яка включає два паралельні судноплавні шлюзи з розмірами камер 366х34 метри.
У 2010—2016 роках провели вибірку ґрунту на лівому березі та подовжили споруду за рахунок машинного залу, при цьому здійснили екскавацію 675 тис. м3 породи та використали 221 тис. м3 бетону. Основне обладнання ГЕС становлять три бульбові турбіни потужністю по 25,3 МВт, які при напорі у 6,7 метра повинні забезпечувати виробництво 379 млн кВт-год електроенергії на рік.
Видача продукції відбувається по ЛЕП, розрахованій на роботу під напругою 161 кВ.